# パラメスヴァラヴァルマン
パラメーシュヴァラヴァルマン2世（サンスクリット語: परमेश्वरवर्मन् २, ラテン文字転写: Parameśvaravarman II, 生年不詳 - 1030年?）は、チャンパ王国（占城国）第8王朝の第4代国王（在位：1018年? - 1030年?）。漢文史料では尸嘿排摩惵（ベトナム語: Thi Nặc Bài Ma Diệp）と記される。

## 生涯
1018年9月、宋に羅皮帝加を遣使して象牙・犀角・玳瑁・乳香・丁香花・蔻・沈香・箋香・別箋一剤・茴香・檳榔を献じ、真宗より銀・器仗・鞍馬を賜った。1020年12月、北部のポー・トリンが開天王李仏瑪と陶碩輔率いる李朝大瞿越軍の侵攻を受け、部将の布令をはじめとした多くの死者を出すなど大きな被害を蒙った。1026年にも侵略を受けた。

## 参考資料
- George Cœdès (May 1, 1968). The Indianized States of South-East Asia. University of Hawaii Press. ISBN 978-0824803681
- 『宋史』巻四百八十九 列伝第二百四十八 外国五 占城
- 『越史略（中国語版）』巻中 阮紀
- 『大越史記全書』本紀巻之二 李紀 太祖皇帝
- 『宋会要輯稿』巻百十九 蕃夷四 占城

| スタブアイコン | サブスタブ | この項目は、まだ閲覧者の調べものの参照としては役立たない、人物に関連した書きかけの項目です。この項目を加筆・訂正などしてくださる協力者を求めています（P:人物伝/PJ:人物伝）。 |